# Madách Imre Emlékmúzeum

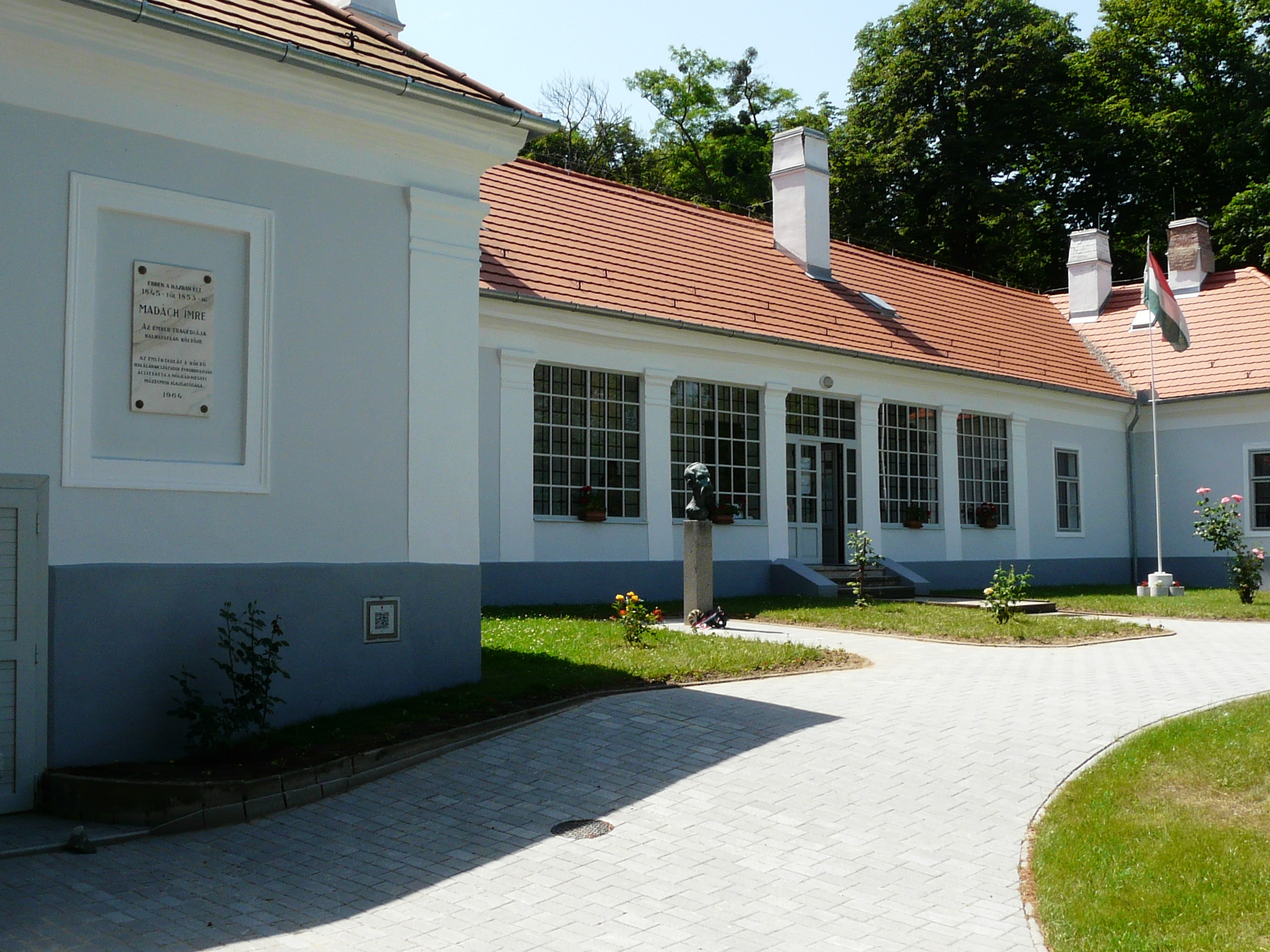
Az emlékmúzeum épülete az emléktáblával

A Madách Imre Emlékmúzeum a Nógrád vármegyei Csesztvén, Madách Imre egykori kúriájában, házas éveinek otthonában kialakított irodalmi emlékhely, 1964 óta múzeum. Magyarország egyetlen Madách-múzeuma. A múzeumi törvény értelmében 2013. januártól a csesztvei önkormányzat kezelésében áll.
Az író másik jelentős emlékhelye szülőhelyén, a szlovákiai Alsósztregován található Madách-kastély.

## Madách Imre Csesztvén

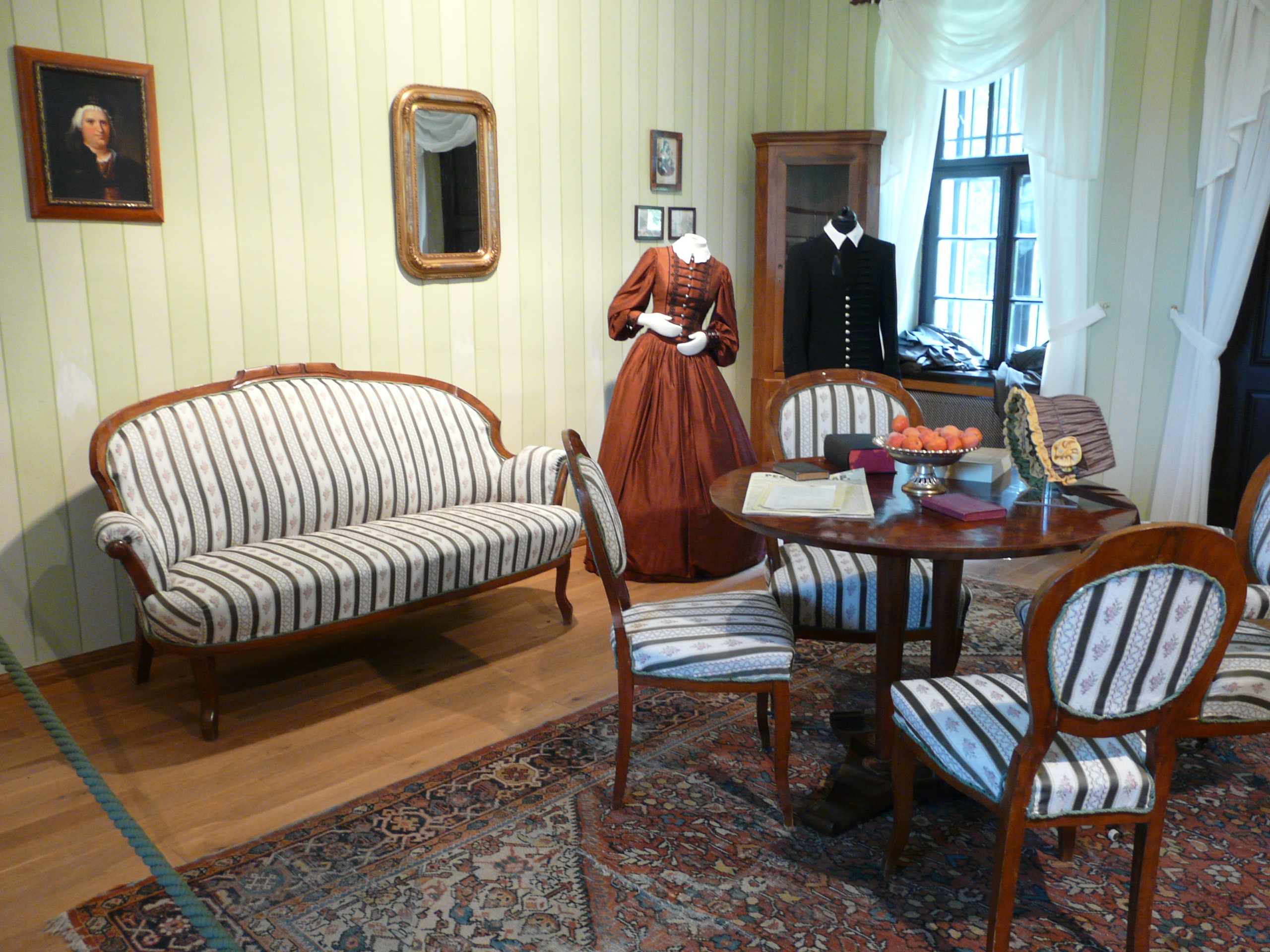
Korabeli szobabelső

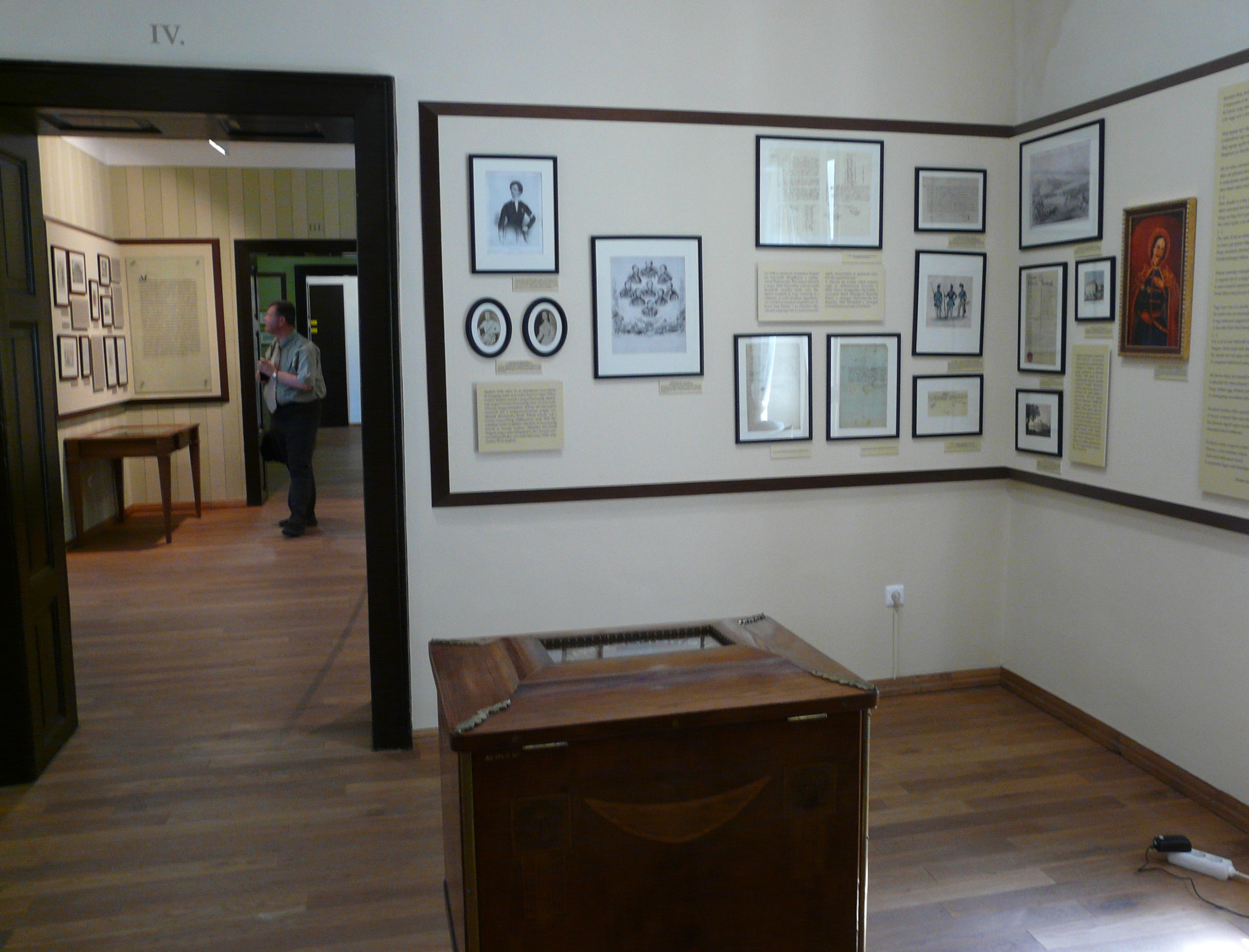
A kiállítás részlete

A kisebb dombon, védett parkban álló földszintes kúria a 19. század első felében épült. Az író anyja, Majthényi Anna hozományként kapta, majd házassági ajándékul fiának adta.
Madách Imre 1844 decembere és 1853 szeptembere között lakott az épületben, 1845 júliusában kötött házasságot Fráter Erzsébettel. Itt töltötték házasságuk boldog éveit, itt született négy gyermekük (első fiuk még születése napján meghalt). Itt érte Madáchot a forradalom híre, és 1849-ben vége szakadt a nyugalmas éveknek. A szabadságharc bukása után Rákóczy Jánost, Kossuth titkárát Csesztvén rejtegette a költő. 1852. augusztusban letartóztatták, és csak a következő év augusztus 20-án térhetett haza. A feleségével megromlott kapcsolat miatt 1853 őszén elköltöztek Csesztvéről és 1854 nyarán elváltak.
A kúriába családjával az író öccse, Madách Károly (1826–1888) költözött, aki az épületet 1864-ben átépíttette, a parkot is felújíttatta. Gyermekeinek nevelője Kálnay Nándor volt, aki később a faluról forrásértékű könyvet írt (Csesztve község története és leírása, 1884).

## Az emlékmúzeum
Az egykori kúriában 1964-ben nyílt meg az első irodalmi emlékkiállítás. Kezdetben csak két helyiségben, 1969-től már öt teremben működött. Az épületet 1983-ra restaurálták (1883-ban volt a Tragédia ősbemutatója) és azon év októberében nyitották meg újra. Akkori kiállítását Kerényi Ferenc színház- és irodalomtörténész rendezte.
2010-ben a Szlovákiai Magyar Kultúra Múzeuma és Nógrád megye önkormányzata közös, a Madách-emlékhelyek restaurációját célzó projektet nyújtott be az Európai Unió pályázatára. Az elnyert összegből újították fel Alsósztregován a kastélyt és Csesztvén az emlékmúzeumot. A csesztvei felújított épületben az új állandó kiállítást 2012. október 19-én nyitották meg.

### A kiállitás

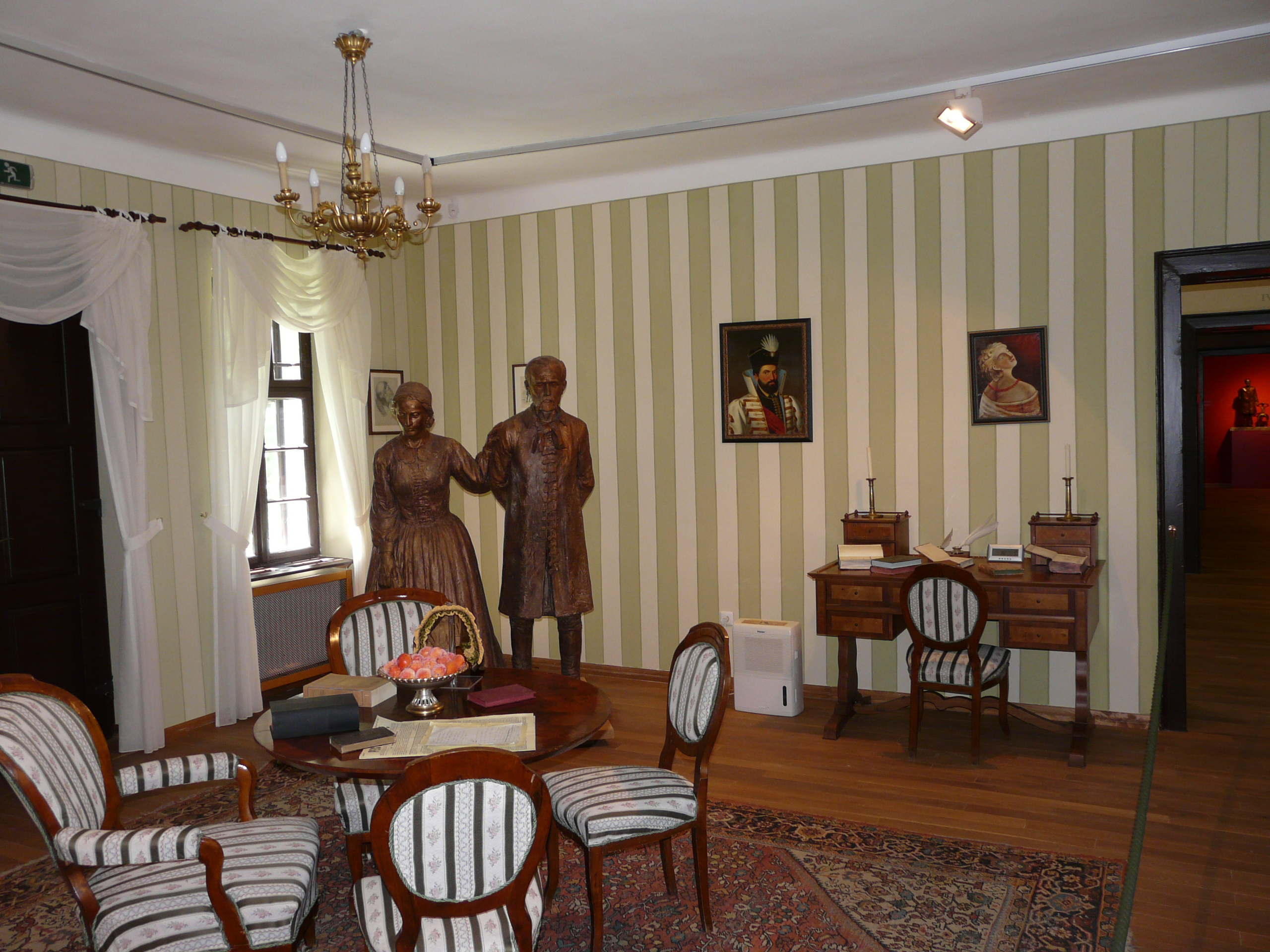
A házaspár szobra az egyik teremben

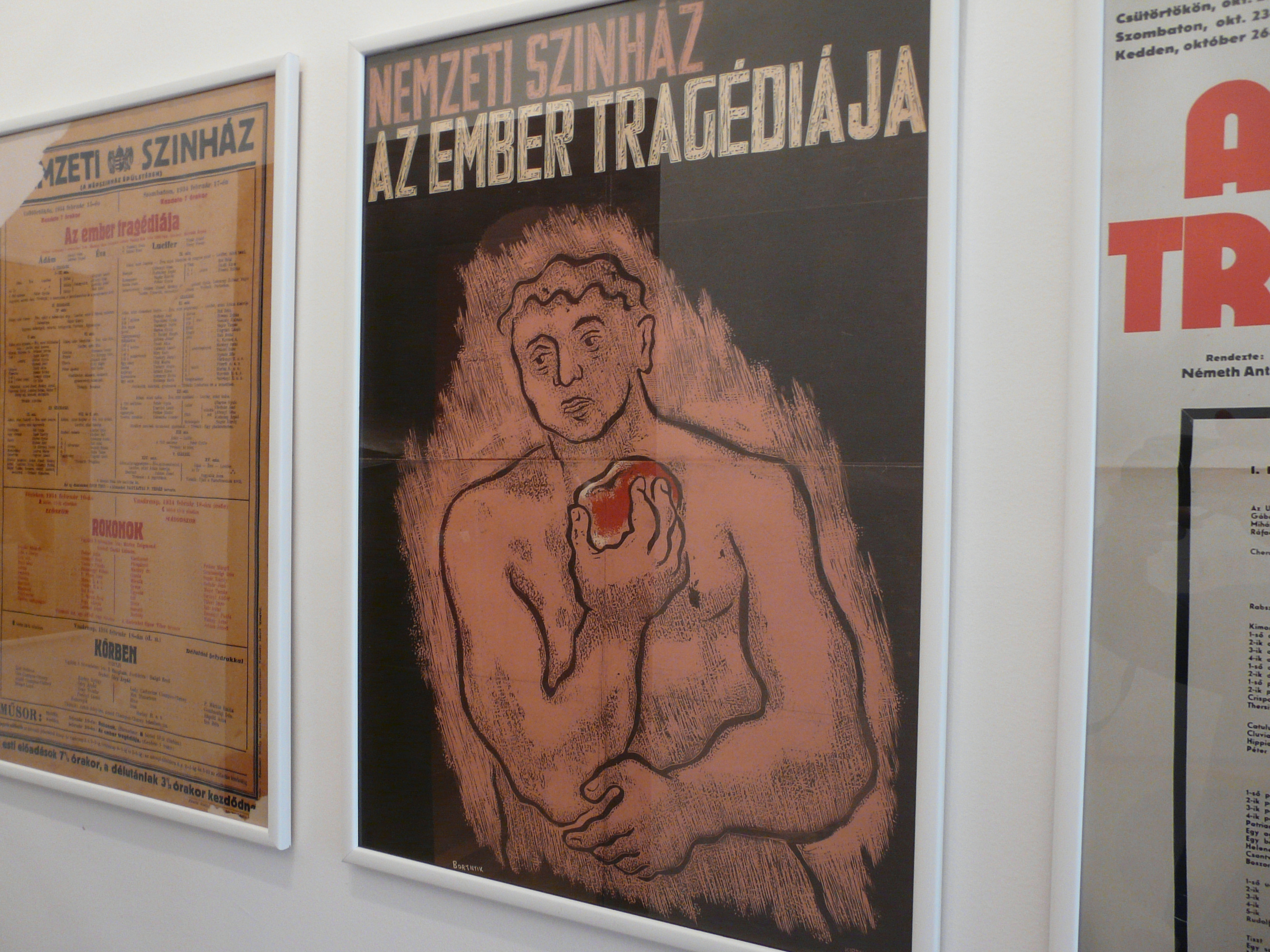
Bortnyik Sándor plakátja

Itt van Madách Imre egyetlen magyarországi emlékmúzeuma. A kiállítás áttekintést ad Madách életútjának főbb állomásairól, de elsősorban Csesztvén töltött évei és fő műve, Az ember tragédiája köré épül.
Képek, dokumentumok, kéziratok, használati tárgyak mutatják be az írót és műveit. Visszakerült a Palóc Múzeumban őrzött néhány eredeti tárgy, köztük a gyermekkori bölcső és az író levelesládája; láthatjuk korai rajzait, iskolai tankönyveit is. Az egykori nemesi kúria világát enteriőrök, korabeli bútorok, vitrinek, öltözékek érzékeltetik. A szalonban bemutatott korhű ruhák illusztrációk alapján készültek, hiszen az író hagyatékában eredeti ruhadarabok nem maradtak fenn. A rekonstruált szalonban látható a Madách-házaspár egészalakos gipszszobra is. Az alkotást a helyi önkormányzat vásárolta meg a 2017-ben elhunyt ifjabb Szabó István szobrászművész hagyatékából. Az ember tragédiáját, bemutatóit és későbbi feldolgozásait kéziratok, kivetítőn sugárzott film-részletek, érintőképernyős monitorok mutatják be. A kiállítás az oldalfolyóson elhelyezett Tragédia-illusztrációkkal és a színházi előadások plakátjaival egészül ki. Az emlékház bejárata előtt látható Madách-szobor Vígh Ferenc alkotása.

### Madách emléknapok
Csesztvén minden év október elején tartják a Madách tiszteletére rendezett emléknapot (a költő 1864. október 5-én hunyt el). Az emlékezést (illetve Madách Irodalmi Napokat) több mint huszonöt éve közösen szervezi a helyi önkormányzat, a magyar és a szlovákiai múzeum.